# Sopot (Bulgarije)
Sopot (Bulgaars: Сопот) is een stad en een gemeente in oblast Plovdiv in Centraal-Bulgarije. Op 31 december 2018 telde de stad Sopot 8.197 inwoners, terwijl de gemeente Sopot 9.201 inwoners had. Slechts één dorp valt onder het administratieve bestuur van de gemeente Sopot, namelijk het dorp Anevo (Bulgaars: Анево) met 1.004 inwoners. Sopot is de geboorteplaats van de Bulgaarse schrijver Ivan Vazov (1850-1921).

## Geografie
De stad Sopot ligt 2 km ten westen van Karlovo, 136 km ten oosten van Sofia, 63 km ten noorden van Plovdiv en 61 km ten zuiden van Trojan.
| Aangrenzende gemeenten | Aangrenzende gemeenten | Aangrenzende gemeenten | Aangrenzende gemeenten | Aangrenzende gemeenten |
| ---------------------- | ---------------------- | ---------------------- | ---------------------- | ---------------------- |
|                        |                        | Trojan                 |                        |                        |
|                        |                        |                        |                        |                        |
| Karlovo                | Karlovo                |                        |                        |                        |
|                        |                        |                        |                        |                        |
|                        |                        | Karlovo                |                        |                        |

## Bevolking
Op 31 december 2020 telde de stad Sopot 8.108 inwoners, terwijl de gemeente Sopot, inclusief het dorp Anevo, 9.098 inwoners had.

### Religie
Een overgrote meerderheid van de bevolking is christelijk. In 2011 reageerden 7.819 van de 9.827 inwoners op de census, terwijl 2.008 inwoners het censusformulier onbeantwoord lieten. Onder de ondervraagden had de Bulgaars-Orthodoxe Kerk - met 7.115 leden - de grootste aanhang (91% van de ondervraagden). Verder leven er kleine aantallen protestanten, katholieken en moslims. De rest van de bevolking heeft geen religieuze overtuiging (gespecificeerd).
| Religieuze samenstelling in februari 2011 | Religieuze samenstelling in februari 2011 | Religieuze samenstelling in februari 2011 | Religieuze samenstelling in februari 2011 | Religieuze samenstelling in februari 2011 |
| ----------------------------------------- | ----------------------------------------- | ----------------------------------------- | ----------------------------------------- | ----------------------------------------- |
|                                           |                                           |                                           |                                           |                                           |
| Bulgaars-Orthodoxe Kerk                   | Bulgaars-Orthodoxe Kerk                   |                                           | 91,00%                                    | 91,00%                                    |
| Katholieke Kerk                           | Katholieke Kerk                           |                                           | 0,86%                                     | 0,86%                                     |
| Protestantisme                            | Protestantisme                            |                                           | 0,37%                                     | 0,37%                                     |
| Islam                                     | Islam                                     |                                           | 1,28%                                     | 1,28%                                     |
| Geen                                      | Geen                                      |                                           | 1,84%                                     | 1,84%                                     |
| Anders/ Onbekend                          | Anders/ Onbekend                          |                                           | 4,65%                                     | 4,65%                                     |